# ОШ „Рудовци” Рудовци
ОШ „Рудовци” Рудовци, насељеном месту на територији градске општине Лазаревац основана је 1889. године. Школа је основана у кући Светозара Ивановића, на иницијативу грађана села, као привремено решење. 
Од 29. јануара 1895. године настава је почела у новој школској згради, да би од 1958. године усвајањем Закона о обавезном осмогодишњем образовању, престају са радом четвороразредне школе. Од тада школа почиње са радом као осмогодишња матична школа којој је припојено шест физички издвојених одељења: Село Рудовци, Мали Црљени, Крушевица, Трбушница, Пркосава и Стрмово. 
Званично усељење у нови објекат обављено је 20. јуна 1962. године. Нову школску 1962/1963. годину, са 520 ученика у новој згради. Следеће године школа добија име Основна школа „Моша Пијаде” које је носила до 1993. године, а за Дан школе је одређен 15. мај.